# Islámské svátky
Data islámských svátků vycházejí z islámského kalendáře, který je lunární. V moderní době existují pro výpočet svátků i různé aplikace.

## Data islámských svátků
| Název svátku                          | Datum podle muslimského letopočtu        |  |
| ------------------------------------- | ---------------------------------------- |  |
| Nový rok                              | 1. muḥarram                              |  |
| Ašura (mučednická smrt al-Husajna)    | 10. muḥarram (Šíité)                     |  |
| Arba'een                              | 20. safar                                |  |
| Mawlid an-Nabī (narozeniny Prorokovy) | 12. rabī‘ al-awwal (Sunnité)             |  |
| Mawlid an-Nabī (narozeniny Prorokovy) | 17. rabī‘ al-awwal (Šíité)               |  |
| Narozeniny ‘Alího ibn Abī Ṭāliba      | 13. radžab                               |  |
| Lajlat al-Mi'rádž                     | 27. radžab                               |  |
| Lajlat al-Bara'at                     | 15. ša‘bān                               |  |
| Narozeniny Muhammada al-Mahdīho       | 15. ša‘bān                               |  |
| Začátek Ramaḍānu                      | 1. ramaḍān                               |  |
| Lajlat al-Qadr                        | 19., 21., 23., 25., 27. nebo 29. ramaḍān |  |
| Chaand Raat                           | 29. nebo 30. ramaḍān                     |  |
| Íd al-Fitr, ukončení půstu            | 1. shawwāl                               |  |
| Hadždž                                | 8.–13. Dhū al-Ḥidždža                    |  |
| Den Arafa                             | 9. Dhū al-Ḥidždža                        |  |
| Íd al-adhá                            | 10. Dhū al-Ḥidždža                       |  |
| Íd al-Ghadeer                         | 18. Dhū al-Ḥidždža (Šíité)               |  |

### Pohyblivé svátky
| 'Aššúrá | 18. Dhū al-Ḥidždža (Šíité) |  |